# Ammal
Ammal (în arabă عمال) este o comună din provincia Boumerdès, Algeria.
Populația comunei este de 8.505 locuitori (2008).